# بوصير أردني
البوصير الأردني (باللاتينية: Verbascum jordanicum) نوع نباتي يتبع جنس البوصير من الفصيلة الغدبية.

## الموئل والانتشار
موطنه بلاد الشام.